# Il caso Salice
Il caso Salice è un film del 2020 diretto da Carlo Giuseppe Trematerra.

## Trama
Carlo Salice è un chimico di fama mondiale che sviluppa un virus capace di distruggere l'agricoltura globale. Grazie all'intervento della polizia, il virus viene distrutto, ma una fiala viene rubata da un'organizzazione criminale che costringe Salice a modificarlo, rendendolo letale per l'uomo. Antonio Marini, un noto pittore contemporaneo, si ritrova involontariamente coinvolto in un intrigo che mette in pericolo la sua vita e quella dell'umanità.

## Produzione
Il film è stato scritto e prodotto da Antonio Scardigno per la casa di produzione indipendente SottoCiak. Le riprese sono iniziate a febbraio 2016. Tutta la produzione è terminata a ottobre 2019. Le musiche sono state composte da Alex Lisi. La pellicola è stata distribuita in Italia da Trematerra Movie e a livello internazionale direttamente su Amazon Prime Video e altre piattaforme streaming a causa della chiusura delle sale per la pandemia di COVID-19.

## Distribuzione
Il film è stato distribuito il 30 dicembre 2020. In concorso al David di Donatello 2021. È disponibile per lo streaming su piattaforme come Amazon Prime Video.

## Riconoscimenti
Selezionato nel 2021 al Premio Shinema Cinema Contemporaneo dove ha vinto il premio miglior sceneggiatura ed è stato il film d'apertura al Castelli Romani Film Festival Internazionale. Nel 2023 ha ricevuto una candidatura come miglior film drammatico al Student World Impact Film Festival di Los Angeles.